# Iwanai, Hokkaidō
Iwanai (岩内町 Iwanai-chō) là thị trấn thuộc huyện Iwanai, phó tỉnh Shiribeshi, Hokkaidō, Nhật Bản. Tính đến ngày 1 tháng 10 năm 2020, dân ước tính thị trấn là 11.648 người và mật độ dân số là 160 người/km2. Tổng diện tích thị trấn là 70,64 km2.